# Hadîth

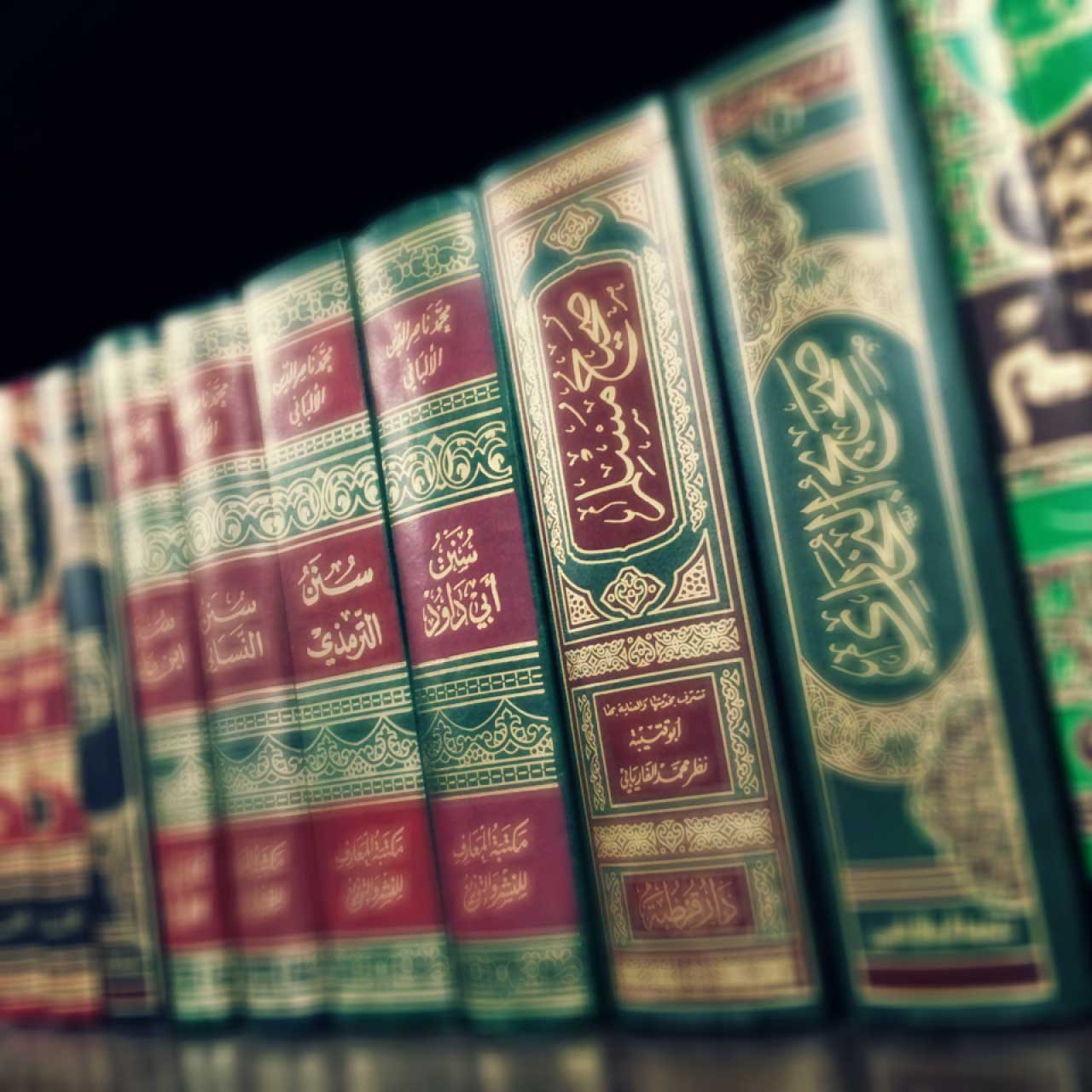
Les hadiths sont les recueils de tous les dires, faits et gestes de Mahomet et constituent avec le Coran le socle théologique et législatif de l'islam. Ils apportent des détails précis sur la façon de faire tous les actes islamiques (prières, vêtements, pèlerinage, etc) et sont à la base de la charia, la loi islamique. Leur masse littéraire est beaucoup plus importante que le Coran lui-même mais l'authenticité de tous est très discutée car ils auraient été transmis oralement après la mort de Mahomet et n'auraient été mis à l'écrit qu'environ deux siècles plus tard. Certains contredisent le Coran ou d'autres hadiths, et de nombreux rapportent des actes superstitieux qui avaient cours dans l'Arabie du VII.

Un hadith ou hadîth (en arabe : حديث, ḥadīṯ, /ħadíːθ/ , pluriel أحاديث, ʾaḥādīṯ) est une action du prophète de l'islam, Mahomet, rapportée par une chaîne de transmetteurs selon la tradition musulmane. Par extension, le terme désigne l'ensemble des traditions relatives aux actes et aux paroles de Mahomet et de ses compagnons. Les hadiths sont aussi désignés sous le nom de « traditions » de Mahomet ou de « traditions prophétiques ».
Alors que le nombre de versets normatifs dans le Coran est relativement concis, les hadiths apportent non seulement des éclaircissements sur Dieu (Allâh), le Coran, Mahomet et la vie après la mort, mais ils donnent également des directives sur tout ce qui organise la vie des fidèles, allant des détails des obligations religieuses (ablutions, prière, jeûne, pèlerinage) aux exhortations au bon comportement (devoirs et interdits, vertus et vices, règles de bienséance, nourriture, habillement, etc.). Ainsi, la majeure partie des règles de la loi dite islamique (charia) est dérivée des hadiths, plutôt que du Coran. La discipline cherchant à étudier les traditions attribuées à Mahomet pour les distinguer de celles qui lui seraient faussement attribuées est dite science du hadith.
Les hadiths peuvent être considérés comme l'« épine dorsale » de la civilisation islamique et leur autorité comme source de la loi religieuse et de l'orientation morale occupe le deuxième rang après le Coran (considéré comme la parole de Dieu). Il y eut une pluralité particulièrement importante dans les approches théologiques et juridiques du hadith dans l'histoire de l'islam, les différentes écoles et courants de pensées ne considérant pas les hadiths de la même façon et certaines les rejetant. Leur importance dans la définition du dogme et dans la définition des lois différait et continue de varier en fonction des orientations religieuses au sein même de l'islam.

## Définition

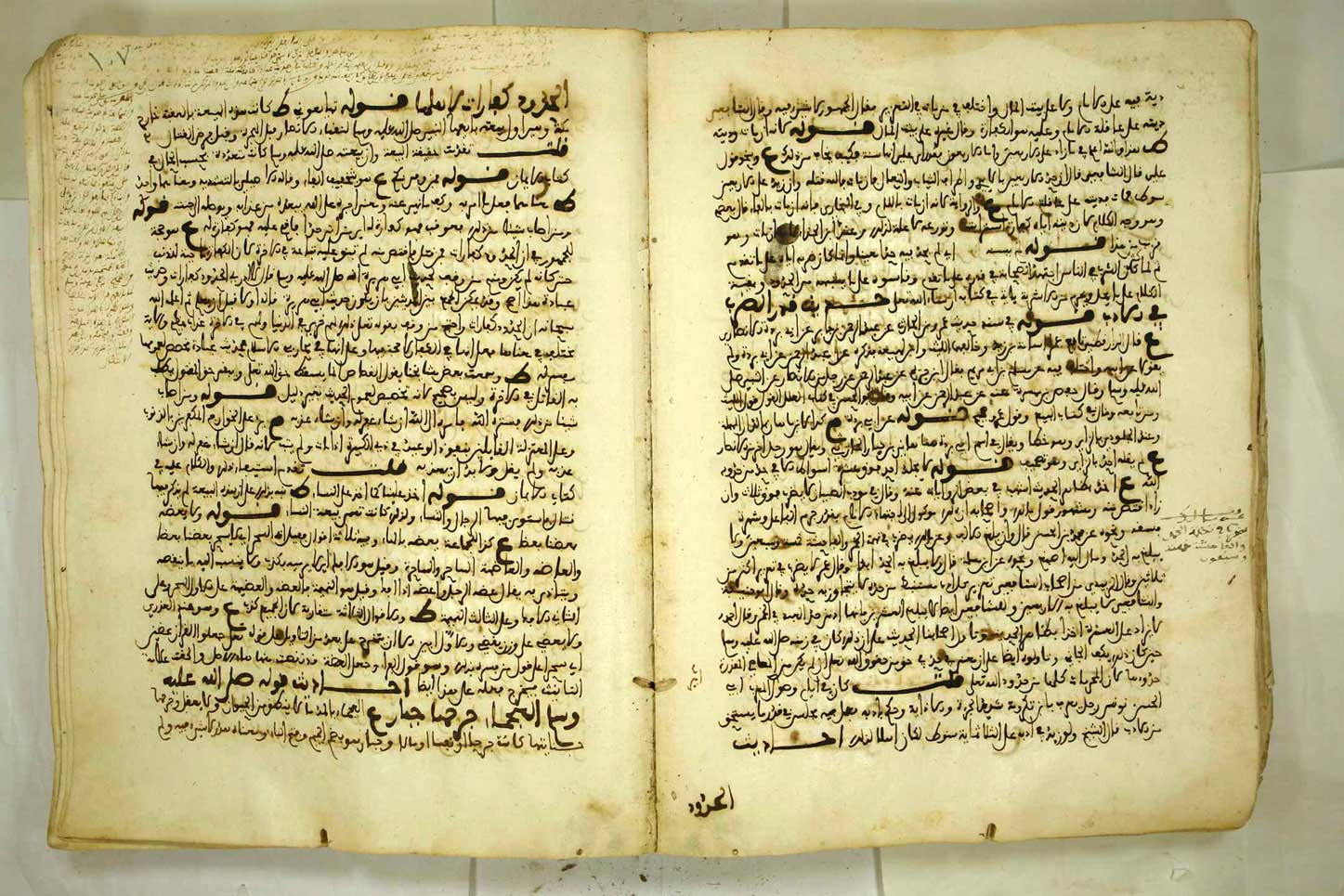
Sahih Muslim, un des « six Livres ».

Étymologiquement, le mot hadith signifie ce qui est « transmis ». La référence à ce qui est « dit » est secondaire. Lorsque le terme hadith (« propos ») est utilisé sans complément d'attribution, il désigne celui de Mahomet. Certains hadiths sont classés en hadith qoudousi, « sacrés », qui sont considérés comme étant les paroles de Dieu adressées directement à Mahomet.
Viennent ensuite les hadiths des faits et paroles des compagnons du Prophète. Certaines traditions, néanmoins, utilisent le terme Qu'ran pour désigner toutes les paroles dites par Mahomet. Par extension, les hadiths intègrent des paroles mais aussi des actes ou des silences de Mahomet.
Exemple de hadith classé comme authentique (« sahîh ») où Mahomet parle : « Un jour, l'Apôtre d'Allah est allé à Musalla pour Id-al-Adha ou la prière d'Al-Fitr. Puis il passa devant les femmes et [leur] dit : "Ô Femmes ! Faites l'aumône parce que j'ai vu que la majorité des occupants du feu de l'enfer sont vous (les femmes)." Elles demandèrent : "Pourquoi en est-il ainsi, Ô Apôtre d'Allah ?" Il répondit : "Vous maudissez fréquemment et vous êtes ingrates envers vos maris. Je n'ai jamais rien vu de plus déficient en intelligence et en religion que vous. Un homme sensé pourrait être égaré par quelques-unes d'entre vous. " Les femmes demandèrent : "Ô apôtre d'Allah ! Qu'y a-t-il de déficient dans notre intelligence et notre religion ? Il dit : "La preuve apportée par deux femmes n'est-elle pas équivalente à celle d'un seul homme ? " Elles répondirent par l'affirmative. Il dit : "C'est l'insuffisance dans leur intelligence. N'est-il pas vrai qu'une femme ne peut ni prier ni jeûner pendant ses règles ?" Les femmes répondirent par l'affirmative. Il dit : C'est l'insuffisance dans leur religion." » — Sahih al-Bukhari, Volume 1, livre 6, N°301
Exemple de hadith classé comme authentique où Mahomet ne parle pas : « Le prophète a lapidé deux juifs, et je faisais partie de ceux qui les lapidaient. J'ai vu l'homme essayer de protéger la femme contre les pierres » — Sunan Ibn Majah 2556
Le terme « hadith » peut ainsi inclure non seulement les paroles, les conseils, les pratiques, etc. de Mahomet, mais aussi ceux de ses compagnons,. Cela concerne surtout les trois premiers siècles de l'Hégire, la distinction entre les traditions attribuées aux sahaba et celles attribuées à Mahomet n'est pas établie systématiquement. Dans l'islam chiite spécifiquement, les hadiths concernent à la fois les paroles et les actions de Mahomet, ceux de sa famille (Ahl al-bayt), mais aussi ceux des imams considérés comme saints par les différents courants chiites.

## Historiographie
Les hadiths ont fait l'objet de nombreux débats entre chercheurs, en particulier autour de leur authenticité. Un des premiers à avoir soulevé la question de la présence de falsifications est Aloys Sprenger en 1869. Celui-ci rejeta l'efficacité de la critique traditionnelle. Il comprit que les variantes permettraient d'étudier les datations des hadiths mais resta « conservateur » en acceptant les isnad comme source. Les premières recherches restent concentrées sur le texte matn et non sur la chaîne isnad, considérée comme secondaire.
Néanmoins, le premier nom important est celui d'Ignaz Goldziher, qui, en 1888, publie un travail important sur le sujet. Sans rejeter l'ensemble des hadiths, il démontre que beaucoup de traditions sont le reflet de la pensée des deux premiers siècles et demi de l'islam. Son étude change le paradigme des recherches sur les hadiths et a marqué un véritable tournant dans les recherches sur le sujet. Jusqu'alors, les chercheurs considéraient que les hadiths contenaient un noyau historique qu'il était possible de distinguer par un « bon tamisage ». Les recherches de Goldziher ont permis de montrer que les traditions étaient tardives et qu'elles étaient, souvent, plus légendaires qu'historiques. En cela, elles illustrent plutôt la société musulmane du milieu du VIIIe siècle. Ces travaux ont été confirmés par ceux de Leone Caetani et de Henri Lammens. Ce point de vue fut finalement accepté par Theodor Nöldeke et Joseph Schacht. Dans la pratique, un certain nombre de chercheurs (Watt, Rodinson...) ont ignoré les recherches de Goldziher, puisque cela réduisait fortement ce qui devenait possible de dire sur Mahomet. Néanmoins, les recherches de Goldziher ont permis de montrer que la littérature hadithique était peu utile pour étudier le VIIe siècle. Les recherches postérieures sur les hadiths chercheront donc à combler le vide de notre connaissance sur les débuts de l'islam.
En 1950, le travail de J. Schacht intégrait l'étude des chaînes de transmission. Celui-ci a démontré la non-fiabilité des parties anciennes des isnads. D'autres auteurs comme Fuat Sezgin ou Motzki ont suivi. Une méthode de « critique de l'isnad » a ainsi été relancée par certains savants, en se basant sur des « modèles de transmission supposée ». En 1989, un des premiers chercheurs à utiliser cette méthode dite Isnad-cum-matn est Iftikhar Zaman qui a fait remonter, en étudiant plus de 100 versions différentes, une tradition à al-Zuhri et al-Thawri et donc à la fin du 1er siècle ou au début du second siècle de l'Hégire. L'étude de cette tradition a été reprise et les auteurs concluent qu'"au milieu du troisième siècle AH, le texte de la tradition dite « Sa'd-will » a été stabilisé et 150 ans de développement textuel ont pris fin". Un des buts de cette méthode est de repérer le chaînon par lequel la chaîne de transmission passe du légendaire au souvenir grâce à l'étude de la même tradition dans des sources différentes. Lorsque tous les isnads différents convergent vers un « lien commun », il est possible de supposer que cet auteur est le premier à avoir mis en circulation la tradition. Cette méthode peut faire l'objet d'erreurs en cas d'altération de l'isnad au cours du processus de transmission. Cette méthode a été utilisée par Juynboll et Motzki qui parviennent à remonter au début IIe siècle de l'Hégire,. Juynboll, à la différence de Schacht ne considère pas le « lien commun » comme un faussaire mais juste comme l'auteur du texte et Motzki comme un collecteur,. Cette méthode pourrait remonter à la fin du 1er siècle de l'Hégire pour certaines tradition sur les expériences visuelles et auditives de Mahomet ou sur l'accusation d'adultère portée contre Aisha. Schoeler accepte néanmoins l'existence de forgeries, la construction tardive de la chronologie de la vie de Mahomet, la dimension exégétique de certaines traditions...
Entre l'optimisme de Motzki ou le scepticisme bien plus courant de Cook, Berg et Shoemaker, tous les auteurs sont d'accord sur le fait que les hadiths renseignent davantage le développement de l'islam que ses origines, « à moins que nous ne redéfinissions aussi ce que nous signifions par origine ».

## Genèse du corpus des hadiths

### Historique
L'origine orale, ou écrite, des hadiths a été débattue par les islamologues. Pour Schoeler, le terme « oral » est à utiliser avec précaution, celui-ci n'excluant pas l'usage de l'écrit. Des hadiths contradictoires remontent à Mahomet sur la question de la mise par écrit de ses paroles. La transmission était effectuée de maître à élèves. Après leur apprentissage, les meilleurs étaient envoyés chercher de nouvelles traditions prophétiques. Il semblerait que la mémorisation des hadiths a parfois pu être accompagnée de notes écrites, que certains maîtres demandaient d'effacer leurs notes écrites une fois mémorisées. Néanmoins, la mise par écrits des traditions a connu de nombreux opposants, possiblement sous l'influence du judaïsme qui tenait à conserver une distinction entre Écriture et Tradition. Pour Marie-Thérése Urvoy, s'il a été longtemps cru que le hadith appartenant au monde de la pure oralité, cette approche n'est plus juste.
Si hadiths et Qur'an sont des paroles énoncées par Mahomet, la distinction entre les deux a été progressive et s'est faite selon des critères, avant tout formels. Pour A. de Prémare, « en ce sens originel, le Coran est un ensemble de hadiths sélectionnés pour la récitation publique, et qui est destiné à représenter le Livre de Dieu. La constitution du Coran semble avoir consisté pour une grande part en cette composition sélective ». Le lien entre les deux se retrouve dans les hadiths et dans le Coran qui précisent de manière presque identique que « le Livre de Dieu est le plus beau des hadiths ». La sélection entre ce qui a intégré le corpus des hadiths et celui du Coran a été menée par les scribes mais « la frontière entre les deux reste floue », comme l’atteste l'existence de hadiths réputés être des paroles divines.
Les penseurs musulmans ont, très tôt, eu conscience de l'existence de faux hadiths, chaque groupe politico-religieux créant ses propres hadiths. Ainsi, un hadith attribuant à Mahomet une critique des qadarites -mouvement n'existant pas du vivant de celui-ci- a pourtant été intégré aux recueils de traditions dites « authentiques ». Hilali remarque que même les hadiths considérés comme « forgés » ont continué à être transmis et utilisés… La première compilation écrite date seulement de 735, est celle de Zayd Bn 'Ali. À partir du IXe siècle apparaissent des recueils qui se veulent critiques, comme celui d'al-Bukhari ou de Muslim.
Selon certains auteurs, l'usage de l'isnad existait, dans certaines mesures, dans la transmission de la poésie arabe préislamique. Son importance ne culminera néanmoins qu'avec la littérature des hadiths. Ce procédé est utilisé dans le monde juif. Selon une tradition, en partie anachronique, attribuée à Ibn Sirin , la mise en place des chaînes de transmission date de la Fitna. Si l'existence de certaines chaînes à la fin du 1er siècle de l'islam est vraisemblable, le système n'est alors pas généralisé. Nabia Abbott cite l'exemple de Makhoul (mort en 112 de l’Hégire) qui aurait constaté que les Irakiens étaient plus stricts que les Syriens dans l'usage de l'isnad, alors que le Médinois Zuhri (mort en 124) reprochait souvent à ses interlocuteurs de ne pas en donner. Si des traditions font remonter la critique du Hadith à l'époque des Compagnons, l'existence d'un examen critique formalisé est plus tardif. L'examen critique des transmetteurs, lui, n'apparaît qu'à la fin du VIIIe siècle. La distinction entre les transmetteurs « fiables » et « faibles » est alors principalement basée sur des critères moraux et doctrinaux (ou d'utilité) et non sur des critères objectifs,. L'exigence d'un isnad complet est exigé à partir d'al-Shafi'i (m. 820).

### Les hadiths comme sources historiques
Les hadiths ont été mis à l'écrit à partir de la fin du 1er siècle après Mahomet. À la fin du IIe siècle, une chaîne de transmission devient un élément essentiel du hadith. Au 4e siècle de l'Islam, un corpus officiel prend forme. La plupart des sources traditionnelles et les biographies n'apparaissent qu'à partir du IXe siècle. Cette différence temporelle rend difficile une critique historique. Plusieurs chercheurs ont démontré que certains hadiths sont composés d'éléments plus récents que Mahomet et qui lui ont été attribués postérieurement. Joseph Schacht considère que, de manière générale, plus une chaîne de transmission paraît « parfaite », plus le hadith est tardif. En particulier, les transmissions familiales sont des « indications positives que la tradition en question n'est pas authentique ».
Pour Jacqueline Chabbi, « les chaînes de transmissions de ces propos […] sont surtout un alibi pour croire ». Certains hadiths anachroniques ont pour autant été insérés dans des ouvrages de hadiths soi-disant « authentiques ». En 1991, l'universitaire allemand Harald Motzki notait que rejeter la littérature hadithique comme sources historique fiables pour la connaissance du 1er siècle de l'islam prive l'étude des débuts de l'islam de sources utiles. Néanmoins, elle ne doit pas être « regardée comme complètement véridique ». Pour Shoemaker, l'altération des isnad à grande échelle « ne fait pas de doute ». Pour l'auteur, « toute trace de transmission remontant au premier siècle de l'islam est très probablement artificielle et mythifiée ». Pour Amir-Moezzi, « afin de justifier ces exactions, le pouvoir califal mit au point un système complexe de propagande, de censure et de falsification historique. Il altéra tout d'abord le texte coranique et forgea tout un corpus de traditions attribuées faussement au prophète ». En cela, les traditions doivent être étudiées, comme sources anciennes, « mais elle[s] ne di[sen]t pas nécessairement le réel des faits qu’elle[s] invoque[nt] ».
Ainsi, à propos des isnad et des identifications de « transmetteur », ces arguments d'autorité, qui ont recours à des experts anciens, sont cependant notoirement douteux. Les isnad-s et les hadiths (les traditions prophétiques) qu'ils prétendent légitimer ont été en effet massivement forgés dans l'islam des premiers temps ainsi que dans l'islam médiéval. Les transmetteurs du Ier siècle de l'Hégire - les « compagnons du Prophète » et leurs « Successeurs » - qui sont mentionnés dans les chaînes de traditions les plus anciennes constituent l'un des éléments les plus suspects et artificiels de ce système de légitimation". Ainsi, Shoemaker conclut que « les traditions biographiques et autres hadiths ne sont donc pas des sources d'informations fiables sur les débuts de l'islam ».
Pour l'historienne Jacqueline Chabbi, « la fidélité présumée, tant revendiquée aujourd’hui par beaucoup, à une période de pureté initiale, à Mahomet et au Coran, s’adosse à un déni radical de l’histoire ». Chabbi considère qu’il peut « être rassurant de se situer dans l’illusion d’une littéralité qui affirmait que le savoir musulman se référait toujours une base textuelle et reconnue, qui remontait à la période fondatrice de l’islam ».

## Développement des hadiths

### Mise en place des recueils de hadiths
Les premières tentatives d'organisation de corpus de hadiths apparaissent au 2e siècle de l'Hégire. La sélection des hadiths qui se développe pendant cette période est liée à la multiplication du nombre de traditions en circulation dans les centres intellectuels du monde musulman, principalement en Irak et dans le Hijaz et à la multiplication des versions de ces traditions.

#### Lesmusanaf
Les musanaf sont les premiers ouvrages de collecte de hadiths, ils sont divisés par sections thématiques. Zuhri est réputé être le premier à utiliser cette méthode. Souvent, les musanafs intègrent également des traditions non-prophétiques, rapportant aussi les paroles et décisions des Compagnons et des Successeurs. Le célèbre Muwatṭa de Malik ibn Anas en est une illustration.
Parmi les sujets les plus abordés, figure celui de l'excellence du comportement, du zuhd. Dans ce type particulier de recueils, sont rassemblés toutes les traditions prophétiques relatives à la piété et à l'ascèse ainsi que des histoires sur les musulmans au comportement exemplaire aux premiers temps de l'islam ou encore celles des prophètes mentionnées dans le Coran.

#### Lesmusnad
Un nouveau genre apparaît avec les musnad. Les traditions attribuées à Mahomet y sont répertoriées en fonction de leur rapporteur. Chaque chapitre correspond à un des transmetteurs connus des chaînes de transmission où lui sont associés tous les hadiths qu'il a transmis. Les anciens musanaf continuent d'être utilisés par les savants et du droit et les savants du hadith. Les premiers pouvaient les consulter pour s'informer des décisions prises par tel ou tel Compagnon par rapport à une question légale. Quant aux seconds, ils pouvaient vérifier si telle parole prêtée à Mahomet n'était pas plutôt prononcée par un de ses proches.

### Canonisation des hadiths

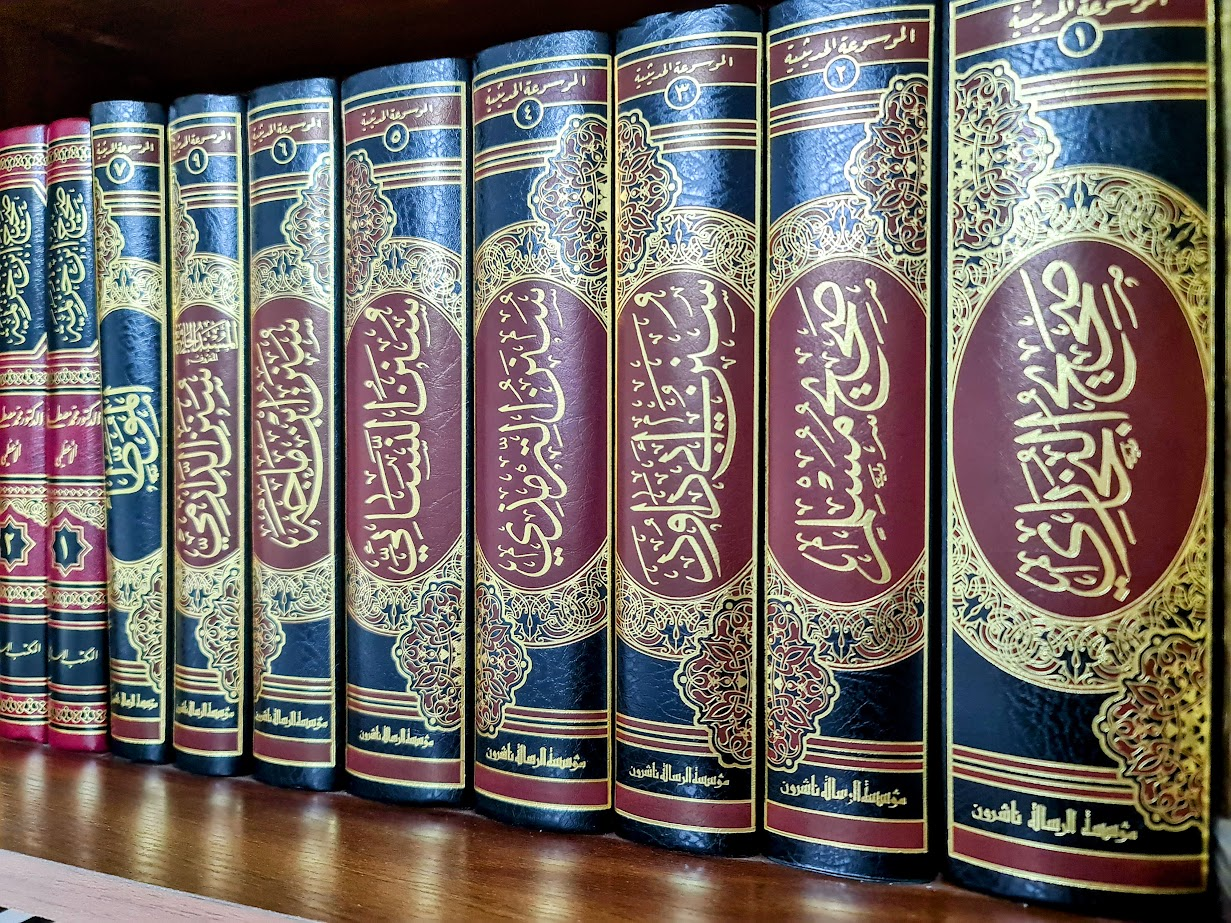
Ouvrages sur les hadiths.

Les hadiths vont connaître un processus de canonisation, similaire à celui du Coran. Celle-ci prend principalement place au Xe siècle, « période de canonisation intensive ». Gilliot remarque que ce siècle est une période de « codification dans pratiquement tous les domaines : grammaire, poésie, littérature, critères pour accepter les traditions prophétiques, exégèse, jurisprudence, théologie, etc. ». Les hadiths ont acquis une dimension normative, désignée sous le terme de sunna, ce qui a été à l'origine de hadiths permettant d'interpréter le Coran « en fonction des besoins du moment ». Les réflexions musulmanes sur les dits de Mahomet et sur la Sunna ont eu lieu dans un contexte de réflexions théologiques (comme sur la nature du message divin) et la critique des hadiths a dû être balancée entre la rigueur des historiens et les besoins et attentes de la communauté.
Les penseurs musulmans sunnites se sont mis d'accord sur un petit nombre de livres (six ou neuf) qui vont devenir canoniques. Ceux de Bukhârî et Muslim sont très fortement estimés par les sunnites, « à telle enseigne qu'[ils] ont acquis au fil des siècles une aura similaire à celle du Coran. ». Ces compilations étaient, pour leur époque, un « acte révolutionnaire », voire une « innovation douteuse », par le rejet des traditions que ces auteurs ne considéraient pas comme authentiques. Traditionnellement, comme chez Ibn Hanbal, les traditions faibles étaient conservées « en raison de leur utilité ou de l'absence de traditions authentiques pouvant leur être substituées. ». La canonisation s'est donc accompagnée d'une réflexion sur l'authenticité de ces traditions, en particulier par ‘Abd al-Raḥmân al-Râmahurmuzî (m. 360/971).
Ces révolutions ont participé à faire évoluer l'autorité des hadiths écrits, au détriment de la « transmission vivante », traditionnellement considérée comme plus légitime. C'est pour cette raison que ces compilateurs ont fait l'objet de résistances, leur travail étant rejeté par les « grandes autorités de leur époque ». Ainsi, « si l'originalité de leurs ouvrages a été immédiatement perçue, elle a été reçue non comme un « progrès » mais comme le signe de leur vanité ». Ces résistances ont occasionné un intérêt pour ces compilations et ont paradoxalement participé à leur canonisation. Elles vont être à l'origine d'ouvrages compilant des listes de transmission, ce qui aura pour motivation de ne pas se séparer d'une forme de transmission et d'établir un lien direct entre le fidèle et Mahomet,.
Au Xe siècle, le principe de l'autorité au sein de l'islam évolue vers l'idée de consensus de la communauté, ce qui conduit à une unification des croyances au sujet des hadiths. Cela n’empêcha pas les critiques d'exister, les auteurs anciens reconnaissant des défauts dans ces deux compilations. C'est ainsi, au cours du 3e siècle de l'Hégire, qu'apparaissent les mythes de l'islam naissant et les traditions permettant de créer des figures de « Pères fondateurs ». « La majeure partie de la tradition dite musulmane est née de cette période de représentation et d'interprétation d'un passé dont on est dorénavant séparé ».

#### Les canons
Il y a six principaux recueils de hadiths considérés comme références chez les sunnites ; on les appelle les « six livres » (kutub al-sitta). Les « six livres » sont le sahîh de al-Bukhârî (810-870), le sahîh de Muslim ibn al-Hajjaj (819-875), le recueil d'An-Nassa'i (830-916), le recueil de Abû Dâwud al-Sijistānī (817-889), Kitâb as-Sunnan, le recueil d'At-Tirmidhi (824-893), Sunan At-Tirmidhi, et le recueil d'Ibn Majah (824-887), Sunan Ibn Majah.
Ces six livres ont été rédigés entre environ 840 et 912. Néanmoins, Muḥammad ibn Ṭāhir al‐Maqdisı (XIe siècle) est le premier auteur à considérer ces six ouvrages comme formant une unité. Voir dans ces livres un groupe et utiliser leurs critères de sélection des hadiths reflètent donc davantage des considérations du 5e siècle de l'islam. Au XIIe siècle, Al‐Mayyānishı considérait que les hadiths les plus fiables étaient ceux présents chez Bukhari et chez Muslim. Un second degré est formé par les hadiths présents uniquement chez l'un des deux.
Au 5e siècle de l'islam, l'extension des critères de Bukhari et de Muslim ont permis d'inclure les quatre autres livres. Si les discussions des experts étaient plus nuancées, classer un livre comme « fiable » a permis une approche de l'ouvrage comme sur un « terrain de chasse », le lecteur cherchant des hadiths en ignorant le livre, son auteur ou le sens même des textes.
Ces ouvrages du IXe siècle ont pour caractéristique de réunir les attentes des experts des hadiths et de la jurisprudence. Un développement de cette période est la mise en avant de « hadiths prophétiques », devant les paroles attribuées aux compagnons. « Les six livres restent à étudier d'une manière qui placerait leur composition dans un cadre de préoccupations contemporain à leurs auteurs. Trop souvent, ces livres sont considérés dans le contexte qui s'est développé à partir de la manière dont ces livres ont été reçus dans les siècles après leurs compositions ».

### Classifications
En raison du fait que certains hadiths contiennent des déclarations douteuses et même contradictoires, l'authentification des hadiths est devenue un domaine d'étude majeur dans l'islam. Dans sa forme classique, un hadith comprend deux parties : la chaîne des narrateurs qui ont transmis le récit (isnad) et le texte principal du récit (matn),,. Les hadiths individuels sont classés par les savants musulmans en catégories telles que sahih (« authentique »), hasan (« bon ») ou da'if (« faible »). Cependant, différents groupes et différents savants peuvent classer un hadith différemment.
Les spécialistes musulmans de la science du hadith ont mis en place plusieurs types de classifications : selon la fiabilité, selon la référence d'une autorité particulière, ou selon « l'étendue » de la chaîne de transmission (c'est-à-dire le nombre de transmetteurs distincts connus). Celles-ci ne sont pas applicables dans le cadre d'une critique historique. En effet, pour l'islamologue Claude Gilliot, la distinction entre hadiths dits « authentiques » et hadiths dits « faibles » relève plus souvent d'une interprétation doctrinale et juridique, que d'une approche objective ou scientifique.
Cette classification religieuse pose des problèmes méthodologiques. Ainsi, al-Warraq (Xe siècle) s'interrogeait sur le fait d'étudier la fiabilité des transmetteurs sans interroger celle du « témoin » au début de la chaîne. En effet, pour les musulmans, tous ceux ayant « reçu du Prophète » sont considérés comme des compagnons et sont, en cela, dignes de respect et de confiance absolue. Il existe deux principaux classements, le premier en fonction des chaînes, le second en fonction des sujets. La seconde s'imposera progressivement.

## Une diversité d'approche
Le terme « hadīth » est le mot arabe pour désigner des choses comme un discours, une transmission ou un récit,,:471. Contrairement au Coran, tous les musulmans ne croient pas que les récits des hadiths (ou du moins pas tous) soient une révélation divine. Ils n'ont pas été mis à l'écrit par les disciples de Mahomet de son vivant ni immédiatement après sa mort, mais plusieurs générations plus tard lorsqu'ils ont été collectés, rassemblés puis compilés dans des corpus . Différents recueils de hadiths viendraient différencier les différentes branches de la foi islamique. Il existe de nombreux musulmans modernes (la plupart coranistes ou submitters) qui croient que la plupart des hadiths sont en réalité des fabrications (pseudépigraphe) créées aux 8e et 9e siècles de notre ère, et faussement attribuées à Mahomet,,.

### Dans le sunnisme
Au milieu du deuxième siècle de l'islam, les savants musulmans doivent maîtriser plusieurs disciplines pour étudier les hadiths. Un siècle plus tard, la figure du savant s'est spécialisée, certains étudiant l'isnad, d'autres les narrateurs. Ce n'est qu'au IIIe siècle que les principes de la critique des hadiths apparaissent comme un genre distinct, mais qui reste hasardeux jusqu'au travail du chaféite Ibn al-Salah (v. 1181-1245). Ces travaux sont approfondis par les théologiens et juristes chaféites al-Dhahabī (1274–1348) et Ibn Ḥajar (1372–1449). Les principes de ces trois auteurs restent majoritairement utilisés par les musulmans. Après Ibn Ḥajar, l'étude sunnite des hadiths se concentre sur leur interprétation. Pour les auteurs musulmans, Ibn Hajar et ses contemporains ont suffisamment questionné la question de la fiabilité des hadiths pour pouvoir établir des règles : il reste donc à les étudier pour les interpréter « d'une manière qui aurait du sens dans le cadre des décisions de leurs écoles ».
C'est le théologien et militant salafiste Nāṣir al‐Dīn al‐Albānī (1914-1999) qui fait évoluer, à partir des années 1980, les études autour des hadiths. S'appuyant sur les principes du salafisme, il encourage à s'éloigner des traditions coutumières pour retrouver un islam dit « originel », celui du Coran et des hadiths. Sa pensée fait qu'il devient interdit de citer un hadith sans l'évaluer selon les principes critiques : « le résultat le plus important a été qu'une génération d'étudiants universitaires a essayé d'évaluer tous les hadiths qu'ils utiliseraient dans leurs thèses ». Cependant, cette exigence de réévaluation des hadiths par chacun est rejetée par certains musulmans et des savants contemporains réinterrogent les principes de critique des hadiths.

### Dans le chiisme
Le chiisme considère également le corpus des hadiths comme deuxième source de la loi, intégrant leur étude dans l'enseignement religieux. Sunnites et chiites partagent l'idée que le Coran doit être interprété à la lumière des hadiths. Cependant, au VIIIe siècle, les chi'ites ont commencé par ne reconnaître que les hadiths qui remontent à Mahomet par l'intermédiaire d'Ali, de sorte que ʿAïcha n'est pas considérée comme une source. Un hadith « est cité par les érudits chiites non seulement pour donner une autorité parallèle aux hadiths aux côtés du Coran, mais aussi d'accorder l'autorité aux hadiths de la maison du Prophète comme un moyen de bien comprendre le Coran ». Les chiites élargissent le champ des hadiths aux paroles de Mahomet et à celles des douze imams. Les hadiths reçus des imams sont parfois appelés khabar (akhbâr au pluriel).
Les chiites distinguent la critique des hadiths qui provient du monde chiite de celle qui en est extérieure. Ils ne reconnaissent pas les hadiths provenant des « six livres » dont ils doutent de l'authenticité. Un accent est mis dans le monde chiite sur le risque de perte de contexte des hadiths.
Les compilations de hadiths par les chiites durant les premiers siècles ont mené à la création des « Quatre livres » formant un ensemble de référence.  Le premier de ces ouvrages est al‐Kāfı, de Muh ̄ ̣ammad ibn Yaʿqūb Kulaynı, dont l'importance peut être comparée à celle de Bukhari.  

### Dans le coranisme
Le coranisme rejette en bloc tous les hadiths et ne reconnait que le Coran comme source religieuse unique car Dieu le déclare à l'intérieur comme complet, parfait et pleinement détaillé.
Les coranistes ne voient cependant rien de mal à utiliser les hadiths pour se faire une idée des événements historiques. Ils soutiennent que la plupart des sources utilisées sur l'histoire ne sont pas fiables, tout comme les hadiths, et donc il n'y a aucun mal à les utiliser comme référence historique, sans prendre les récits pour des faits. Selon eux, un fait historique dans un hadith peut être vrai ou faux, mais un hadith ajoutant des règles à la religion est toujours complètement faux. Ils croient que la fiabilité du narrateur n'est pas suffisante pour donner de la crédibilité au hadith, car il est indiqué dans le Coran que Mahomet lui-même ne pouvait pas reconnaître qui était un vrai croyant et qui était hypocrite dans leur esprit.

## Impacts

### Mise en place de la figure de Mahomet
Le hadith est une parole ou un fait en lien avec Mahomet. Il lui est intrinsèquement relié et semble nous permettre de mieux connaître la figure de Mahomet. Du point de vue de la tradition musulmane, les hadiths nous informent implicitement ou explicitement sur Mahomet et sur sa pensée. Certains hadiths, presque accidentellement, fournissent des données sur Mahomet lui-même. Ainsi, on y trouve des descriptions physiques (qui en font un idéal de beauté), des traits de caractères, des miracles qu'il aurait effectués. Cela contraste avec la faiblesse des descriptions coraniques. « Les traditions qui ont été transmises et recueillies par les savants des hadiths différaient dans une certaine mesure de ce que les savants de la biographie du Prophète jugeaient pertinents pour leurs études, et des observations similaires peuvent être faite à l'égard des commentateurs du Coran ».
Néanmoins, les sources datent de 200 ans après Mahomet et d'importantes réserves existent quant à la fiabilité de celles-ci. L’intérêt pour les descriptions de Mahomet n'a émergé qu'avec le temps et devient important lorsque Mahomet devient le « beau modèle ». Si l'existence de déclarations authentiques n'est pas improbable dans les hadiths, divers intérêts (juridiques, théologique...) ont été à l'origine d'inventions ou de transformations de traditions. Il est néanmoins très difficile d'extraire le noyau historique des hadiths.
Malgré des incohérences, les hadiths présentent une image idéale de Mahomet, ce qui contredit l'image de Mahomet qui pourrait être tirée du Coran ou des Sira. Néanmoins, par l'autorité supérieure des hadiths à celle des sira, cette image qui apparaît dans les hadiths est importante pour l'histoire de l'islam puisqu'elle a servi dans les écrits des savants musulmans et dans l'imitation de Mahomet comme modèle.

### Mise en place de la théologie musulmane
Le kalam est un courant de pensée dont les partisans cherchent à partir de moyens rationnels et à partir d'éléments révélés comme les hadiths, à étudier les questions théologiques. Néanmoins, les savants du kalam et ceux des hadiths se sont fortement opposés, les seconds considérant le kalam comme une innovation, tandis que les premiers diminuaient l'importance des hadiths et accusaient les seconds de ne pas comprendre le sens réel de la religion.
Le kalam apparaît « vers la fin de la période des compagnons du Prophète », à la suite de conflits politiques, de guerres civiles et, dans ce contexte, l'apparition de nouvelles questions religieuses. Les premiers savants se sont limités au Coran et à la Sunna mais des tendances anthropomorphiques sont apparues,. L'emploi de la Raison a alors été intégré à ces réflexions. Les Muʿtazilistes ont ainsi défendu une interprétation métaphorique de ces passages coraniques. Le Muʿtazilisme a été interdit au 4e siècle del'Hégire et celui-ci a été remplacé par les vues d'al-Ash'ari, proches de celles des savants du hadith (qui n’approuvèrent pour autant pas la méthode d'al-Ash'ari).
Les oppositions d'approches entre les érudits du kalām et ceux des hadiths ont compromis l'usage et la valeur probante des hadiths dans la théologie musulmane.

### Les hadiths et l'exégèse coranique
Le Coran est un texte qui a fait l'objet d'interprétations (tafsir) et une grande partie de celles-ci se sont faites sous la forme de hadiths et d'éléments remontants, via un isnad, à Mahomet ou à ses compagnons. À la différence des hadiths construisant la Sira, la plupart des hadiths exégétiques sont censés remonter aux compagnons et montrent une diversité dans l'interprétation.
Si la méthode de Motzki a pu être utilisée pour dater des hadiths législatifs, les hadiths exégétiques se prêtent moins en raison d'un moins grand nombre de variations. Pour l'auteur, les autorités à l'origine des hadiths exégétiques sont Abū Ẓabyān, Saʿıd ibn Jubayr, al‐D ̄ ̣aḥḥāk, Mujāhid, Qatāda, et Muḥammad ibn Abı Muh ̄ ̣ammad, et non Ibn ʿAbbās. Cela implique qu'une partie de l'isnad ait été inventée.

### Les hadiths dans le droit musulman
La loi est au cœur de la pensée religieuse musulmane. La première littérature sur la loi musulmane apparaît au VIIIe siècle. En raison des contradictions entre hadiths, chaque école a eu tendance à utiliser son propre corpus de hadiths pour soutenir ses lois. Ainsi, les malikites acceptent le témoignage d'un seul Compagnon de Mahomet. Les chaféites ne le considèrent pas comme valable. Ces derniers sont plus exigeants quant à la continuité de l'isnad : il ne doit manquer aucun intermédiaire dans la chaîne des transmetteurs ; tandis que Malik et Hanifa acceptent une lacune si le témoin est réputé. Le hadith est davantage discuté dans la littérature sur la jurisprudence que dans les livres de règles.
Si les débats sur la loi islamique sont datés, par les chercheurs, du début du VIIIe siècle, la question de l'authenticité des hadiths interroge. Si certains considèrent que la loi a découlé des hadiths, d'autres considèrent, à l'inverse, que les hadiths ont été forgés pour consolider la loi. Hervé Bleuchot incline dans ce second sens : les juristes ont cherché, dans la Tradition, de quoi justifier les pratiques déjà en vigueur, et par la même occasion, leur propre ascendant. Son argument, c'est que la naissance du fiqh a précédé celle des hadiths. Déjà Ibn al-Muqaffa, au VIIIe siècle, exprimait ce soupçon : « Le cadi qui prétend respecter la Sunna baptise sunna des dispositions qui n’en sont point » (cité par H. Bleuchot).